# Ivan Schmalhausen
Ivan Ivanovitsj Schmalhausen (Russisch: Иван Иванович Шмальгаузен) (Kiev, 23 april 1884 - Leningrad, 7 oktober 1963) was een Oekraïense geneticus en zoöloog die een belangrijke bijdrage leverde aan de biologie. Hij droeg vooral bij aan de moderne synthese waarbij inzichten uit  de genetica,  evolutieleer en andere disciplines samengebracht worden en aan de theorie van de stabiliserende selectie volgens welke populaties van organismen zich aanpassen aan niet extreme milieu-omstandigheden.
Hij studeerde bij en werkte onder Aleksej Nikolajevitsj Severtsov, een vooraanstaand Russisch bioloog en expert op het gebied van de vergelijkende anatomie. Severstov inpireerde Schmalhausen zich te bekwamen in de evolutionaire morfologie en de experimentele dierkunde. Schmalhausen kreeg veel erkenning in de Sovjet-Unie en Oekraïne maar in de Sovjet-Unie werd hij  enige jaren ernstig tegengewerkt toen hij zich ontpopte als een tegenstander van de gedurende de jaren 1940 en 1950 in Rusland leidende Trofim Lysenko.

## Jeugd en vroege loopbaan
Schmalhausen werd in 1884 geboren als zoon van Luise Wirt uit Hagenburg (bij Bremen en de paleobotanicus Ivan (Johannes) Fedorovich Schmalhausen (1849–1894), hoogleraar aan de Universiteit van Kiev. Als kind woonde Ivan Schmalhausen in een huis in de botanische tuin waarvan zijn vader ook directeur was. In deze tuin  leerde hij planten te classificeren. Toen hij nog geen 10 was, overleed zijn vader en verhuisde hij met zijn broer en zus naar een andere woning. In 1894 ging hij naar het  gymnasium in Kiev waar hij met zeer goede cijfers zijn eindexamen haalde. In 1902 ging Schmalhausen studeren aan de afdeling Natuurwetenschappen van de  Faculteit Wis- en Natuurkunde. Hij werd onder meer begeleid door  Michail M. Voskoboynikov (1873–1942) en raakte zeer geïnteresseerd in de biologie. Naast zijn studie was hij actief in de (revolutionaire) politieke studentenbeweging 
Rond deze tijd kwam hij in contact met de stichter van de Russische school voor evolutionaire morfologie, Aleksej Nikolajevitsj Severtsov (1866–1936), die in hetzelfde jaar hoogleraar werd in Kiev. Dit samen had een grote invloed op de loopbaan van Schmalhausen. In 1904 schreef hij, begeleid door Severtsov, zijn eerste wetenschappelijke publicatie, over de longontwikkeling bij een slangensoort. Al in deze publicatie besprak hij thema's die later in zijn werk veelvuldig zouden terugkomen, de relatie tussen ontogenie en fylogenie en tussen vorm and functie.
In 1907 rondde hij het eerste deel van zijn studie af. Hij werd in 1905 al onderwijsassistent bij Voskoboynikov bij de 'University for Women' en het jaar daarna bij Severtsov. Vervolgens  bleef hij, ook na het vertrek van Severtsov naar Moskou, les geven aan de Universiteit en het Kiev Polytechnische Instituut. Severtsov vroeg hem echter naar Moskou te komen en een aanstelling als onderzoeker te aanvaarden en tevens les te komen geven.
Schmalhausen verdedigde daar zijn afstudeerscriptie 'Neparnye plavniki pyb i ich filogeneticheskoe razvitie' (“Ongepaarde vinnen bij vissen en hun evolutionaire ontwikkeling”) in 1914 en ook zijn doctoraatthesis  'Razvitie konechnostej amfibij i ich znachenie v voprose o proischozhdenii konechnostej nazemnych pozvonochnych' (“De ontwikkeling van de ledematen van amfibieën en het belang daarvan voor het begrip van de oorsprong van de ledematen bij gewervelde landdieren”) in 1916.

## Loopbaan als hoogleraar en onderzoeker
In 1917 kreeg Schmalhausen een aanstelling als hoogleraar in Estland maar moest door de oorlog uitwijken naar Voronezh, waar hij na enige tijd hoofd werd van de afdeling Zoologie en Vergelijkende Anatomie van Gewervelden en tevens les gaf aan studenten Embryologie 
In 1921 keerde hij terug naar de Universiteit van Kiev, als hoogleraar. In 1922 werd hij gekozen als lid van Oekraïense Academie van Wetenschappen.
Vanaf begin 1937, na de dood van Seversov, verliet hij Kiev en vertrok naar Moskou, om daar hoogleraar en hoofd van de afdeling Darwinisme van de Universiteit van Moskou te worden.
Op 23 augustus 1948 kwam een eind aan zijn loopbaan in Moskou. Hij werd het slachtoffer van 'order 1208', een van een reeks orders van de minister van Hoger Onderwijs in de Sovjet-Unie, Sergej Kaftanov, die leidde tot het massale ontslag van hoogleraren. Dit bracht ernstige schade toe aan zijn carrière, aangezien het  het einde betekende van zijn hoogleraarschap en aanstelling in Moskou, en volgens het decreet moest leiden tot het nietig verklaren van zijn werk en het stopzetten van zijn onderzoeksprojecten. Deze order was gebaseerd op het feit dat hij de neo-darwinistische evolutietheorie aanhing en niet het de door de machtige bioloog Trofim Lysenko aangehangen Lamarckiaanse benadering. Het Lysenkoïsme speelde een belangrijke rol in de politiek van Stalin.
Schmalhausen kreeg een lagere positie: hij werd senior-onderzoeker aan het Zoologisch Instituut in Leningrad, en dat alleen dankzij de steun van de directeur hiervan, E.N. Pavlovsky (1884–1965). Nadat omstreeks 1950 Schmalhausen’s leermeester Severtsov al als anti-evolutionair was gekenschetst werd Schmalhausen als metafysisch en anti-wetenschappelijk betiteld.  Schmalhausen trok zich terug op zijn datsja om als onafhankelijk onderzoeker verder te werken. Na de dood van Stalin in 1953 verbeterde de situatie voor hem en keerde hij terug naar Leningrad waar hij hoofd van het Embryologisch lab van het Zoologisch Instituut werd. Daar begon hij zijn monografie te schrijven over de oorsprong van terrestrische vertebraten.

## Nalatenschap en eerbetoon

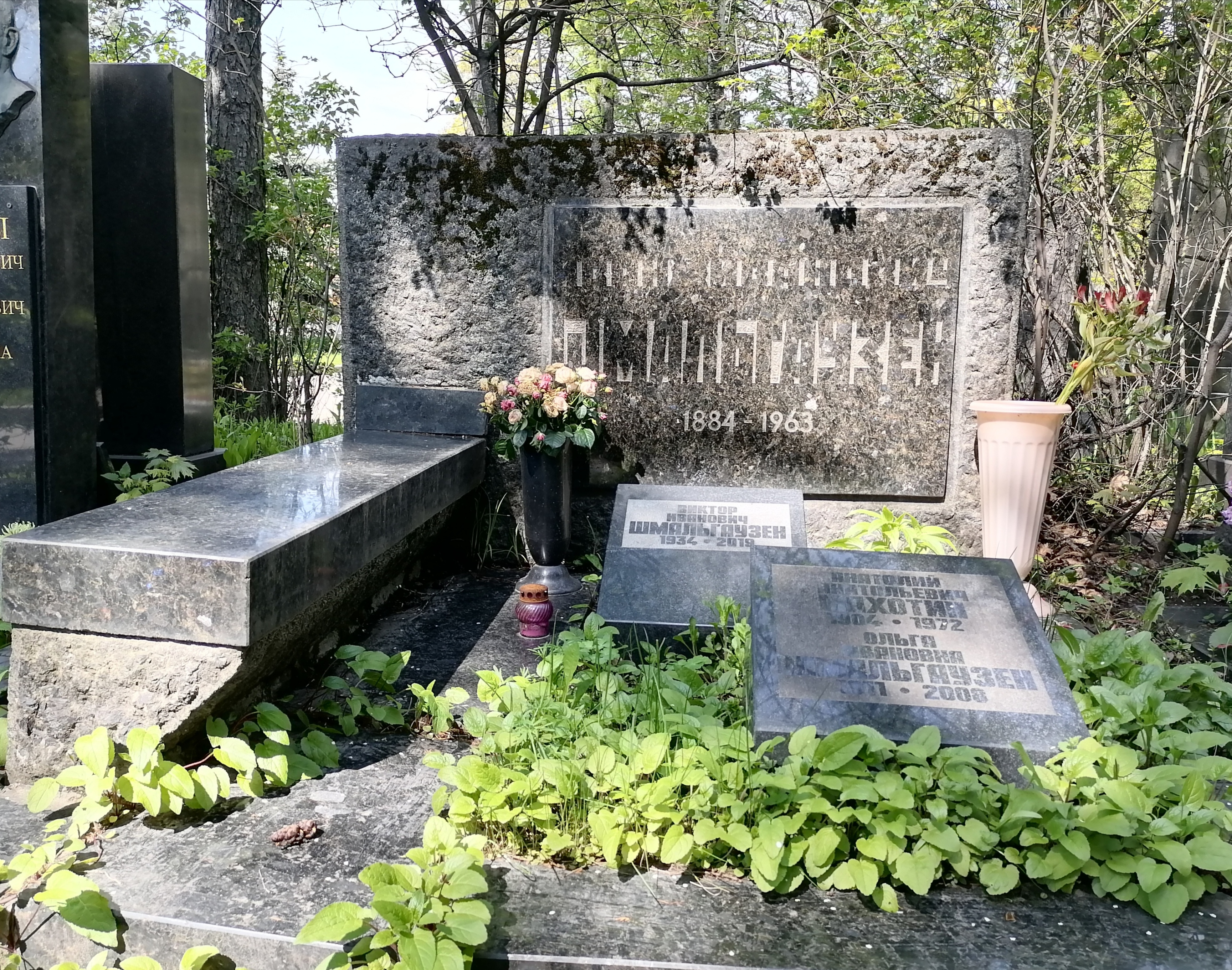
Grafsteen van Schmalhausen

Schmalhausen schreef ruim 150 wetenschappelijke artikelen over onder meer de evolutietheorie. In 1947 verscheen zijn belangrijkste boek, 'Factors of Evolution'. Twee jaar later verscheen een Engelstalige versie met een voorwoord van Theodosius Dobzhansky. Schmalhausen ontving verschillende wetenschappelijke onderscheidingen en was lid van zowel de Oekraïense Academie van Wetenschappen (1922) als de Academie van Wetenschappen van de Sovjet-Unie (1935). Verder kreeg het Instituut voor Zoölogie in Kiev ter ere van hem als naam het I.I. Schmalhausen Instituut voor Zoölogie. Ook wordt zijn inzicht van  de stabiliserende selectie als een belangrijke bijdrage gezien: het idee, dat de manier waarop organismen, populaties en de omringende systemen zich samen ontwikkelen een stabiliserend effect kan hebben omdat fenotype, genotype en milieu op elkaar kunnen aansluiten. Het feit dat extreme situaties de populaties kwetsbaar kunnen maken wordt wel de Wet van Schmalhausen genoemd.